# Białyszewo (gmina)
Białyszewo – dawna gmina wiejska istniejąca do 1954 roku w woj. warszawskim. Nazwa gminy pochodzi od wsi Białyszewo, lecz siedzibą władz gminy był Goleszyn.
W okresie międzywojennym gmina Białyszewo należała do powiatu sierpeckiego w woj. warszawskim. Po wojnie gmina zachowała przynależność administracyjną. Według stanu z 1 lipca 1952 roku gmina składała się z 29 gromad.
Gminę zniesiono 29 września 1954 roku wraz z reformą wprowadzającą gromady w miejsce gmin. Jednostki nie przywrócono 1 stycznia 1973 roku po reaktywowaniu gmin, utworzono natomiast z jej dawnego obszaru (oraz z obszaru dawnej gminy Borkowo) nową gminę Sierpc.